# Mine d'Unki
La mine d'Unki est une mine souterraine de platine située au Zimbabwe.
La mine se situe près de Shurugwi, à environ 300 km au sud-ouest d'Harare.
Depuis 2019, elle comporte une fonderie de platine, gérée par le groupe britannique Anglo American qui était déjà aux commandes de l'activité d'extraction et qui est réputé pour être proche du gouvernement local,.
Dans les années 2020, un contentieux fiscal surgit entre l'opérateur et les autorités zimbabwéennes ; en 2022 la justice condamne Anglo American à payer 24 millions de dollars de redevances au gouvernement.